# Schouw (toezicht)
De schouw is het toezicht op waterstaatswerken als watergangen en waterkeringen. De schouw wordt in de regel uitgevoerd door het waterschap.
De schouw is meestal een visuele inspectie; men bekijkt of de sloot schoon genoeg is, de kade geen scheuringen vertoont enz. Schouw kan echter ook met behulp van instrumenten worden gedaan.
Aan de schouw zijn juridische gevolgen verbonden. Wordt er bijvoorbeeld geconstateerd dat een sloot onvoldoende geschoond is, dan volgt in de regel een brief waarin de onderhoudsplichtige (in de meeste gevallen de eigenaar) wordt gesommeerd de sloot in schouwbare staat te brengen (dus schoon te maken). Schouw is dus meer dan een inspectie.
Veel waterlopen zijn voorzien van schouwpaden die door de waterschappen meer en meer toegankelijk worden gemaakt voor wandelaars.
In het verleden schouwden de bestuurders van het waterschap, de bestuurlijke schouw. Tegenwoordig vindt bijna overal ambtelijke schouw plaats.

## Etymologie
Het woord schouw komt van schouwen, toekijken, toezien. Ook het woord schouwburg is hierop gebaseerd.